# Bad Company (album)
Bad Company is het gelijknamige debuutalbum van de Britse rockband Bad Company. De band bestaat uit vier muzikanten die voordat ze samen deze band oprichtten deel uitmaakten van andere succesvolle bands.

## Muzikanten
- Paul Rodgers – zang, gitaar, piano (tracks 4 en 5) en tamboerijn (track 8)
- Mick Ralphs – sologitaar (behalve op track 8), keyboards (track 3)
- Boz Burrell – bas (behalve op track 8)
- Simon Kirke – drums (behalve op track 8)

Paul Rodgers en Simon Kirke waren eerder zanger en drummer van de rock- en bluesband Free (onder meer bekend van All right now en Wishing well). Gitarist Mick Ralphs was lid van Mott the Hoople (die succes had met All the young dudes) en Boz Burrell maakte deel uit van de symphonische rock band King Crimson. Mel Collins (eveneens afkomstig van King Crimson) speelt saxofoon op dit album. Sue Glover en Sunny Leslie nemen de achtergrondzang voor hun rekening.

## Muziek
Het album Bad Company bestaat uit rockmuziek met bluesinvloeden. De muziek is wat gepolijster en minder rauw dan de meeste (blues)rock. Daardoor is het wat toegankelijker voor een groter publiek. Er staan een aantal rocknummers op dit album (o.a. Can't get enough en Movin' on) en een aantal ballads (Seagull, The way I choose, Don't let me down). Op Seagull worden alle instrumenten bespeeld door Paul Rodgers. Ready for love is geschreven door Mick Ralphs voor zijn toenmalige band Mott the Hoople en staat op het album All the young dudes van die band. Later is het opgenomen door Bad Company voor dit debuutalbum.

## Tracklijst

### Kant 1
1. Can't get enough (Mick Ralphs) - 4:17
2. Rock steady (Paul Rodgers) – 3:47
3. Ready for love (Mick Ralphs) – 5:03
4. Don't let me down (Paul Rodgers en Mick Raplhs) – 4:22

### Kant 2
1. Bad company (Paul Rodgers en Simon Kirke) – 4:51
2. The way I choose (Paul Rodgers) – 5:06
3. Movin' on (Mick Ralphs) – 3:24
4. Seagull (Paul Rodgers en Mick Ralphs) – 4:04

### Herziene versie met dertien bonustracks
1. Can't get enough - Mick Ralphs (alternatieve versie) – 4:21
2. Little miss fortune  - Paul Rodgers en Mick Ralphs (demo)- 3:58
3. The way I choose  - Mick Ralps (demo)- 6:39
4. Bad company – Paul Rodgers en Simon Kirke (alternatieve versie)- 4:40
5. The way I choose – Mick Ralphs (alternatieve versie)- 7:16
6. Easy on my soul  - Paul Rodgers (alternatieve versie) – 6:15
7. Bad company – Paul Rodgers, Simon Kirke (alternatieve versie) – 5:33
8. Studio gesprek – 0:23
9. Superstar woman – Paul Rodgers (alternatieve versie)- 6:11
10. Can't get enough – Mick Ralphs (single)- 3:30
11. Little miss fortune – Paul Rodgers en Mick Ralphs (B-kant single)- 3:51
12. Easy on my soul - Paul Rodgers (B-kant van Movin' on)- 4:41
13. Can't get enough – Mick Ralphs (alternatieve versie)- 4:23

## Album
Het album Bad Company is genoemd naar een westernfilm uit 1972, met Jeff Bridges en Barry Brown. Het album is opgenomen in Headley Grange in East Hampshire (Engeland). Dat is een voormalig armenhuis dat later is gebruikt als oefen- en opnamestudio door onder meer Led Zeppelin, Fleetwood Mac en Peter Frampton. Bij de opnames werd gebruik gemaakt van de mobiele studio van Ronnie Lane (voormalige bassist van de Faces). Dit album werd in Groot-Brittannië en Europa uitgebracht op Island Records en in de Verenigde Staten op Swan Song Records, het label van Led Zeppelin. Dit was het eerste album dat werd uitgebracht op Swan Song Records. Later werden er op dat label ook platen uitgebracht van onder meer Led Zeppelin, The Pretty Things, Ian Dury and the Blockheads en Dave Edmunds. Het album is opgenomen in november 1973 en geproduceerd door de band zelf samen met de technici Ron Nevison en Ron Fawcus. De plaat is uitgebracht in juni 1974. Het album is vanaf 1988 ook op compact disc verkrijgbaar. In 2015 is een heruitgave van dit album uitgebracht met dertien bonustracks. Er zijn drie singles verschenen die afkomstig zijn van dit album: Can't get enough, Movin' on en de titeltrack Bad Company. Op de site van Discogs is de discografie van Bad Company te raadplegen.

## Ontvangst
Het album Bad Company behaalde in de Amerikaanse Album Billboard 200 een eerste plaats en ontving daarvoor vijfmaal platina. In Groot-Brittannië bereikte het album de nummer 3. De single Can't get enough had als hoogste plek in de VS nummer 5 en in Groot-Brittannië nummer 15. In 1988 behaalde deze single in Engeland opnieuw de hitparade en bereikte toen een nummer 88-notering. De single Movin' on behaalde in de Verenigde Staten een nummer 19-notering. In Nederland behaalde geen van deze platen de hitparade.
AllMusic waardeerde dit album met vier en een halve ster (maximaal vijf). Het album stond op nummer 46 van de bestverkochte albums van de jaren zeventig. In de jaarlijst 1974 van OOR stond dit album op nummer 19. De website Classic rock mag.nl koos de tien beste liedjes van Bad Company en daarvan waren er zes afkomstig van het debuutalbum Bad Company; bovenaan stond de titeltrack Bad company, op nummer 2 stond Can't get enough en op nummer 3 Seagull.